# Răchitișul Mare
Răchitișul Mare este o arie protejată de interes național ce corespunde categoriei a IV-a IUCN (rezervație naturală de tip botanic situată în județul Suceava, pe teritoriul administrativ al comunei Moldova-Sulița.

## Localizare
Aria naturală cu o suprafață de 116,40 hectare se află în versantul estic al Obcinelor Mestecăniș (o grupă muntoasă ce aparține Carpaților Maramureșului și Bucovinei la o altitudine de 1100 m, la confluența pâraielor Dârmocsa și Tătarca, în partea estică a Tinovului Găina - Lucina.

## Descriere
Rezervația naturală a fost declarată arie protejată prin Legea nr.5 din 6 martie 2000 (privind aprobarea Planului de amenajare a teritoriului național - Secțiunea a III-a - zone protejate) și reprezintă o zonă montană (păduri de molidișuri și făgete, tufărișuri, pajiști, turbării) cu rol de protecție pentru mai multe specii floristice, dintre care unele foarte rare.

## Floră

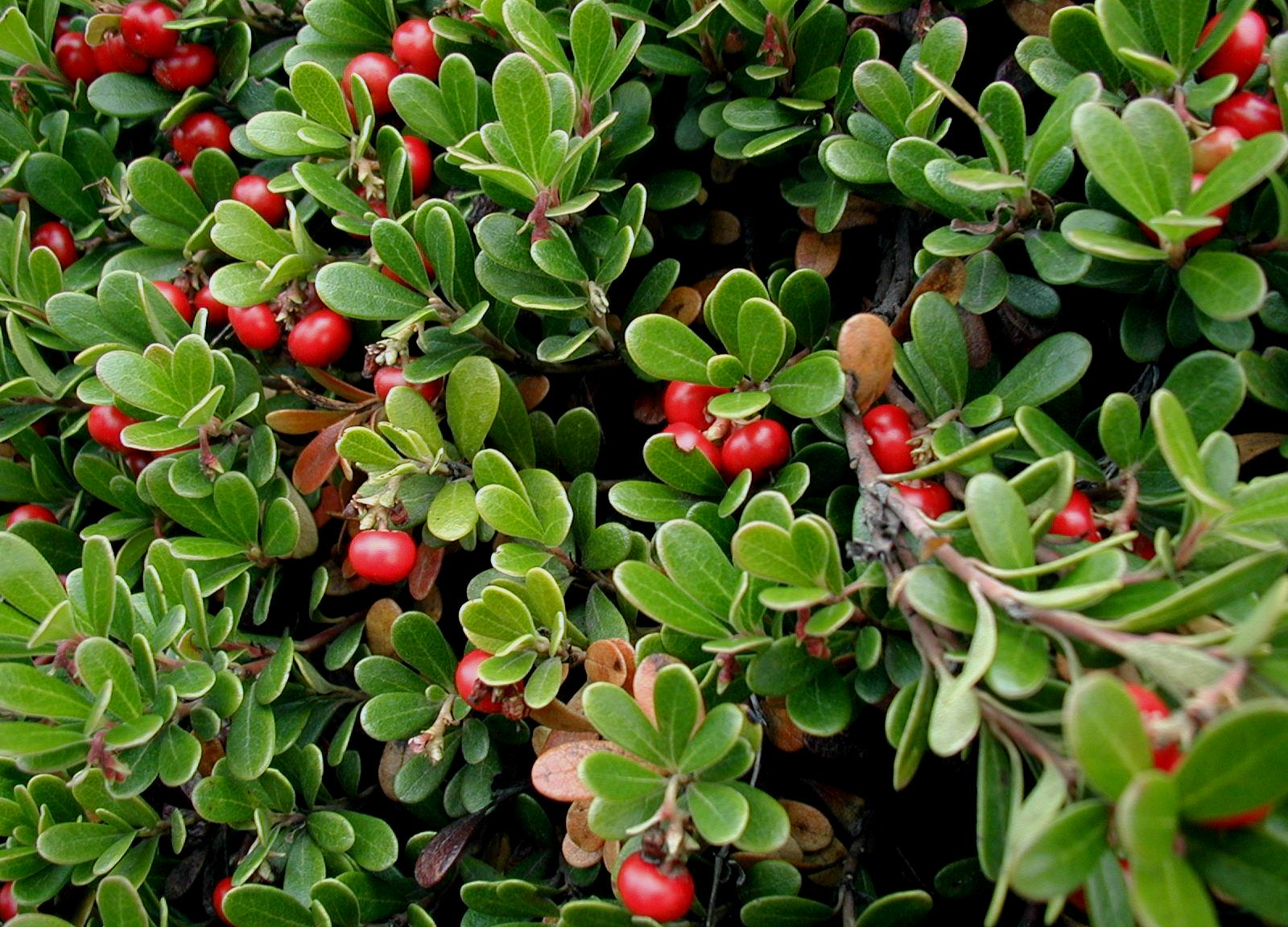
Mierea ursului (Arctostaphylos uva-ursi)

Flora rezervației este constituită dintr-o mare varietate de specii arboricole, arbusti și vegetație ierboasă. 
Dintre speciile întâlnite în rezervație pot fi amintite: roua cerului (Drosera rotundifolia), clopoțel de munte, gușa porumbelului (Silene vulgaris), firuța (Poa nemoralis), mierea ursului (Pulmonaria officinalis), garofiță de munte (Dianthus tenuifolius), strugurele ursului (Arctostaphylos uva-ursi) sau  mușchiul din specia Sphagnum acutifolium.